# Culcasia panduriformis
Espèce
Statut de conservation UICN

 LC  : Préoccupation mineure
Culcasia panduriformis est une espèce de plantes de la famille des Araceae, endémique d'Afrique centrale (Cameroun et Gabon). Cette espèce a été répertoriée dans huit localisations au Cameroun.

## Description
C'est une plante dressée, de 50 cm de haut. Elle possède deux spadices, l'un fructifère, l'autre fleuri.

## Répartition et habitat
Sous-bois des forêts traversés par des cours d'eau.